# Västgötabrigaden
Västgötabrigaden (IB 15) var en infanteribrigad inom svenska armén som verkade i olika former åren 1949–1992. Förbandsledningen var förlagd i Borås garnison i Borås.

## Historik
Genom försvarsbeslutet 1948 beslutades att arméns fältregementen skulle omorganiseras, och från 1949 års krigsorganisation anta en brigadorganisation. Västgötabrigaden (IB 15) sattes upp åren 1949–1951 vid Älvsborgs regemente (I 15) genom att fältregementet Västergötlands regemente (I 15) omorganiserades till brigad. Genom försvarsutredning 1988 kom Västgötabrigaden att upplösas och avvecklas den 30 juni 1992. Beteckningen IB 15 kom den 1 juli 1994 att övertas av dess systerbrigad, Älvsborgsbrigaden. 

## Verksamhet
Huvuddelen av brigaden grundutbildades vid Älvsborgs regemente (I 15). Brigaden genomgick förbandstyperna IB 49, IB 59, IB 66, IB 66R och IB 66M. Genom försvarsbeslutet 1972 kom brigaden att bli Älvsborgs regementes sekundära brigad, detta då den inte upptogs till brigadorganisationen IB 77. 

### Organisation
Brigadens hade nedan organisation, Infanteribrigad 66, där infanteribataljonerna utbildades vid Älvsborgs regemente.

- 1x brigadledning
- 1x infanterispaningskompani
- 3x infanteriskyttebataljoner
  - 4x skyttekompanier
  - 1x tungt granatkastarkompani
  - 1x trosskompani
- 1x infanteripansarvärnskompani
- 1x stormkanonkompani
- 1x infanteriluftvärnskompani
- 1x infanterihaubitsbataljon
- 1x infanteriingenjörsbataljon
- 1x infanteriunderhållsbataljon

## Förbandschefer
- 1949–1992: ???

## Namn, beteckning och förläggningsort
| Västgötabrigaden | 1949-10-01 | – | 1992-06-30 |

| IB 15 | 1949-10-01 | – | 1992-06-30 |

| Borås garnison (F) | 1949-10-01 | – | 1992-06-30 |